# Andrew Jarecki

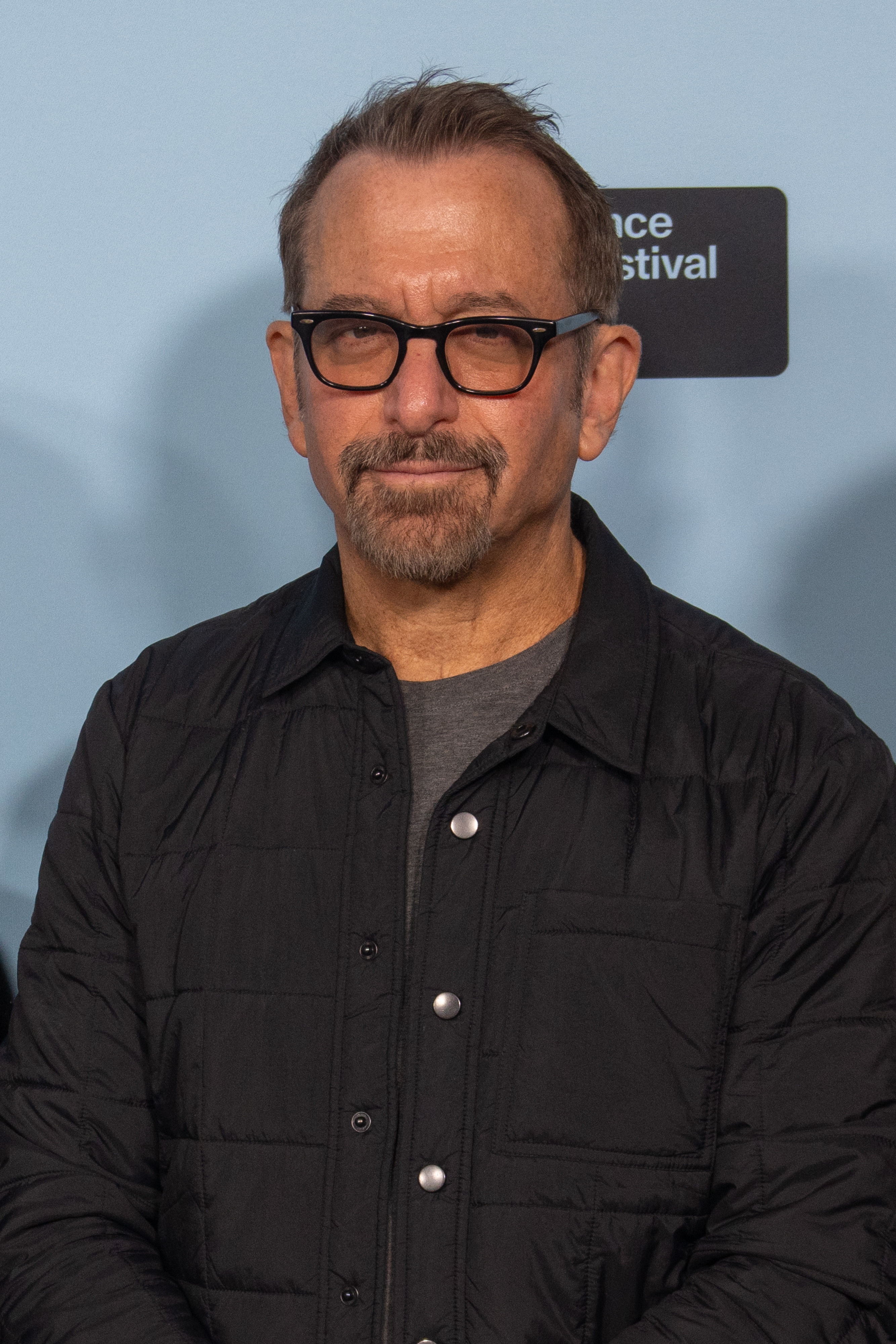
Andrew Jarecki (2025)

Andrew Jarecki (* 24. März 1963 in New York City) ist ein US-amerikanischer Filmproduzent, Filmregisseur, Drehbuchautor und Komponist.

## Karriere
Andrew Jareckis Filmkarriere begann als Filmproduzent und Regisseur im Jahr 2003. Für seinen produzierten Dokumentarfilm Capturing the Friedmans erhielt er mit Marc Smerling eine Oscarnominierung bei der Oscarverleihung 2004 in der Kategorie „Bester Dokumentarfilm“. Die Auszeichnung ging aber an Errol Morris und Michael Williams und deren Beitrag (The Fog of War).
In der Zeit von 2000 bis 2002 war er als Komponist für die Fernsehserie Felicity bei 35 Episoden verantwortlich. Im Anschluss wirkte er wieder als Regisseur bei Filmen mit. So war er für den Kriminalfilm All Beauty Must Die und für die sechsteilige Dokumentationsserie Der Unglücksbringer: Das Leben und die Tode des Robert Durst verantwortlich. Für die sechsteilige Serie war er neben seiner Regietätigkeit auch als Produzent und Drehbuchautor verantwortlich.

## Filmografie (Auswahl)
- 2003: Capturing the Friedmans (Dokumentarfilm)
- 2010: Catfish (Dokumentarfilm)
- 2010: All Beauty Must Die (All Good Things)
- 2013–2015: Catfish – Verliebte im Netz (Catfish: The TV Show, Fernsehserie, 3 Episoden)
- 2015: Der Unglücksbringer: Das Leben und die Tode des Robert Durst (The Jinx: The Life and Deaths of Robert Durst, Mini-Serie)

## Auszeichnungen und Nominierungen (Auswahl)
- 2004: Oscarnominierung in der Kategorie „Bester Dokumentarfilm“ für Capturing the Friedmans
- 2004: OFTA-Film-Award in der Kategorie „Bester Dokumentarfilm“ für Capturing the Friedmans
- 2015: Emmy in der Kategorie „Outstanding Documentary or Nonfiction Series“ für Der Unglücksbringer: Das Leben und die Tode des Robert Durst
- 2016: PGA-Award in der Kategorie „Outstanding Producer of Non-Fiction Television“ für Der Unglücksbringer: Das Leben und die Tode des Robert Durst

## Sonstiges
Er ist der Sohn von Henry Jarecki.
Jarecki hatte mit einem handgeschriebenen Briefumschlag auch Beweismaterial abgegeben, was auch zur Festnahme Dursts beitrug.